# Discographie de Charles Aznavour
Cet article présente la discographie de Charles Aznavour.
La carrière d'auteur-compositeur-interprète de Charles Aznavour s'étend sur soixante-dix ans au cours desquels il a enregistré plus de mille trois cents chansons interprétées en neuf langues différentes. Il a écrit ou coécrit plus de mille chansons, que ce soit pour lui-même ou d'autres artistes, publié 51 albums studio en français, ainsi que 41 albums dans d'autres langues telles que l'anglais, l'italien, l'espagnol et l'allemand. Il a également sorti 26 albums Live.
Le nombre réel de ses ventes de disques dans le monde est difficile à établir. Plusieurs chiffres apparaissent dans les médias, évoquant tour à tour des ventes d'unités, de disques ou d'enregistrements,,,.

En France, où il a reçu 18 disques d'or depuis 1973, ses ventes de disques sont estimées autour de 15 millions,,. Il a également reçu 5 disques d'or au Canada, 4 au Royaume-Uni et en Belgique, et 2 aux Pays-Bas.

## Discographie française

### Albums

#### Albums studio
- 1953 : Charles Aznavour chante... Charles Aznavour
- 1955 : Charles Aznavour chante Charles Aznavour, vol. 2
- 1956 : Charles Aznavour chante Charles Aznavour, vol. 3
- 1957 : Bravos du music-hall à Charles Aznavour
- 1958 : C'est ça
- 1960 : Les Deux Guitares
- 1961 : Charles Aznavour (Je m'voyais déjà)
- 1961 : Charles Aznavour (Il faut savoir)
- 1962 : Aznavour accompagné par Burt Random et Paul Mauriat
- 1963 : Qui ?
- 1963 : La Mamma
- 1964 : Aznavour accompagné par Paul Mauriat et son orchestre
- 1965 : Aznavour 65
- 1966 : Charles Aznavour (La bohème)
- 1966 : De t'avoir aimée...
- 1967 : Entre deux rêves
- 1969 : Désormais...
- 1971 : Non, je n'ai rien oublié
- 1972 : Idiote je t'aime...
- 1974 : Visages de l'amour
- 1976 : Voilà que tu reviens
- 1978 : Je n'ai pas vu le temps passer...
- 1978 : Un enfant est né... [12]
- 1980 : Autobiographie
- 1982 : Je fais comme si...
- 1982 : Une première danse/La légende de Stenka Razine
- 1983 : Charles chante Aznavour et Dimey
- 1986 : Aznavour (Embrasse-moi)
- 1987 : Aznavour (Je bois)
- 1991 : Aznavour 92
- 1994 : Toi et moi
- 1996 : Pierre Roche / Charles Aznavour
- 1997 : Plus bleu...
- 2000 : Aznavour 2000
- 2003 : Je voyage
- 2005 : Insolitement vôtre
- 2007 : Colore ma vie
- 2011 : Toujours
- 2015 : Encores

#### Réenregistrements
- 1964 : Charles Aznavour, volume 1
- 1964 : Charles Aznavour, volume 2
- 1964 : Charles Aznavour, volume 3
- 1968 : J'aime Charles Aznavour, vol. 4
- 1975 : Hier... encore
- 1989 : L'Éveil, vol. 1
- 1989 : L'Élan, vol. 2
- 1989 : L'Envol, vol. 3
- 1998 : Jazznavour
- 2008 : Duos
- 2009 : Aznavour and The Clayton Hamilton Jazz Orchestra

#### Albums Live
- 1968 : Face au public
- 1968 : Aznavour à Tokio
- 1971 : Live in Japan
- 1973 : Aznavour chez lui, à Paris
- 1973 : Ce soir là, Aznavour. Son passé au présent
- 1976 : Plein feu sur Aznavour
- 1976 : Live in Japan 76
- 1978 : Guichets fermés
- 1981 : 1980... Charles Aznavour est à l'Olympia
- 1987 : Récital Aznavour
- 1995 : Palais des congrès 1994
- 1995 : Aznavour – Minnelli au Palais des congrès (avec Liza Minnelli)
- 1995 : Christmas in Vienna III (avec Plácido Domingo et Sissel Kyrkjebø)
- 1999 : Palais des congrès 97/98
- 2001 : Palais des congrès 2000
- 2004 : Bon anniversaire Charles !
- 2005 : Bon anniversaire Charles – Palais des congrès 2004
- 2008 : Charles Aznavour et ses amis au Palais Garnier
- 2009 : Studio Recording (1954) & Concert Live at Lausanne (1955)
- 2013 : Live in Paris – April 3, 1962
- 2015 : Aznavour Live - Palais des sports 2015
- 2017 : Olympia février 1976 (version intégrale du live 'Plein feu sur Aznavour' déjà paru)
- 2024 : Live à Toronto 1980[13]
- 2024 : À l'Opéra d'Erevan 1996[13]

#### Bandes originales de film
- 1959 : Pourquoi viens-tu si tard ?
- 1959 : La Nuit des traqués
- 1960 : Le Cercle vicieux
- 1964 : Week-end à Zuydcoote
- 1965 : Le Crocodile majuscule
- 1966 : Tu ne tueras point

#### Compilations
- 1957 : 8 chansons
- 1960 : Les meilleures chansons
- 1966 : La Mamma
- 1966 : Il faut savoir
- 1966 : Vedettes
- 1966 : Aznavour chante en multiphonie stéréo, album no 1[14]
- 1966 : Aznavour chante en multiphonie stéréo, album no 2[14]
- 1967 : Aznavour chante en multiphonie stéréo, album no 3[14]
- 1967 : Il faut savoir
- 1968 : Les prénoms[15]
- 1970 : Charles Aznavour chante ses vingt ans
- 1970 : Des vedettes aux idoles - 3
- 1971 : Premiers succès
- 1971 : no 2
- 1972 : Disque d'or
- 1972 : Douze succès[16]
- 1973 : Je m'voyais déjà
- 1974 : Premiers succès
- 1974 : Les grands succès
- 1974 : Je t'aime comme ça
- 1975 : Charles Aznavour
- 1976 : Je m'voyais déjà, vol. 1
- 1976 : La mamma, vol. 2
- 1976 : Il faut savoir, vol. 3
- 1976 : Qui, vol. 4
- 1976 : Le temps, vol. 5
- 1976 : Reste, vol. 6
- 1976 : La bohème, vol. 7
- 1976 : Emmenez-moi, vol. 8
- 1976 : Désormais, vol. 9
- 1976 : Non, je n'ai rien oublié, vol. 10
- 1976 : Comme ils disent, vol. 11
- 1976 : Visages de l'amour, vol. 12
- 1977 : Sur ma vie
- 1977 : Charles Aznavour
- 1978 : Paris au mois d'août
- 1978 : Aznavour formidable
- 1978 : Le disque d'or, vol. 1
- 1979 : Le disque d'or, vol. 2
- 1979 : Collection « Espaces »
- 1980 : Disque d'or
- 1980 : Charles Aznavour
- 1980 : Enregistrements originaux
- 1983 : Amour... Toujours...[17]
- 1985 : La Mamma[18]
- 1985 : Il faut savoir
- 1986 : La bohème[18]
- 1986 : Tu t'laisses aller[18]
- 1986 : Les petits matins[18]
- 1986 : Le temps des loups[18]
- 1987 : 20 chansons d'or
- 1987 : Les grandes chansons (volume 1)
- 1987 : Les grandes chansons (volume 2)
- 1989 : Sur ma vie
- 1990 : Préférences
- 1991 : Disque d'or
- 1992 : 108 grands succès
- 1992 : Jézébel
- 1992 : Sur ma vie
- 1992 : Pour faire une jam
- 1992 : Liberté
- 1992 : J'aime Paris au mois de mai
- 1994 : 40 chansons d'or
- 1996 : L'Authentique - Colonne Morris
- 1996 : Pierre Roche / Charles Aznavour
- 1996 : Aznavour chante Noël
- 1998 : Mes amours
- 1998 : Live à l'Olympia
- 2000 : L'Essentiel
- 2001 : D'un siècle à l'autre
- 2001 : Charles Aznavour/Georges Garvarentz – Chansons de film
- 2002 : Roche et Aznavour - Premières chansons
- 2002 : Ses grands succès (Pour vous au Québec)
- 2004 : Indispensables
- 2004 : Platinum Collection
- 2004 : Intégrale – Arc de triomphe
- 2004 : Jezebel
- 2006 : Hier encore : Best of studio et Live à l'Olympia
- 2013 : Les 50 plus belles chansons
- 2013 : Les 100 plus belles chansons
- 2014 : 90e anniversaire
- 2014 : Anthologie
- 2015 : Hit Box
- 2015 : La collection officielle[19]
- 2015 : Rarities[20]
- 2016 : Best of (1948-1962)
- 2017 : Collected
- 2018 : Ses plus belles chansons
- 2018 : Les Années Barclay (1960-1983)[21]
- 2019 : Le double Best of
- 2019 : L'album de sa vie - 100 titres
- 2019 : L'album de sa vie - 50 titres
- 2024 : 100 ans, 100 chansons - Centenary Edition
- 2024 : 100 ans, 100 duos - Centenary Edition
- 2024 : The Complete Work - Centenary Edition[22]

## Discographie en anglais

### Albums

#### Albums studio
- 1958 : Believe in Me !
- 1962 : The Time is Now
- 1965 : His Love Songs in English
- 1966 : His Kind of Love Songs
- 1969 : Of Flesh and Soul – Charles Aznavour Sings in English
- 1970 : A Man's Life: Charles Aznavour
- 1972 : I Have Lived
- 1974 : A Tapestry of Dreams
- 1975 : I Sing For... You
- 1978 : We Were Happy Then
- 1978 : A Private Christmas
- 1983 : Aznavour '83
- 1995 : You and Me
- 2024 : I Will Warm Your Heart[13]

#### Albums Live
- 1966 : The World of Charles Aznavour : All About Love, Recorded Live! At The Huntington Hartford Theatre Hollywood
- 1996 : Au Carnegie Hall
- 2014 : Live au Carnegie Hall New York 1963

#### Compilations
- 1969 : The Aznavour Way
- 1971 : Let's Love
- 1976 : The Best of
- 1982 : The Charles Aznavour Collection Vol. 1
- 1982 : The Charles Aznavour Collection Vol. 2
- 1988 : Aznavour – The Collection Vol. 1
- 1988 : Aznavour – The Collection Vol. 2
- 1990 : Aznavour (The Old Fashioned Way)
- 1990 : Aznavour (She)
- 1990 : Aznavour (Yesterday When I Was Young)
- 1993 : Like Roses
- 1995 : Greatest Hits
- 1995 : 20 Great Songs in English
- 1995 : Greatest Golden Hits
- 1996 : She – The Best of
- 2001 : Forever
- 2002 : The Very Best Of
- 2014 : Sings in English: Greatest Hits

## Discographie en espagnol

### Albums

#### Albums studio
- 1965 : Canta en español
- 1965 : Canta en español, vol. 2
- 1969 : Canta en español
- 1978 : Al dormir junto a ti
- 1981 : Dios
- 1996 : Cuando estás junto a mí
- 2008 : Tú pintas mi vida
- 2024 : El disco de Navidad[12],[13]

#### Compilations
- 1965 : Charles Aznavour en castellano
- 1965 : Más Charles Aznavour en castellano
- 1967 : Canta en español
- 1968 : Canta en español, Volume 2
- 1969 : Canta en español, Volume 3[24]
- 1971 : El amor
- 1972 : Canta en español, vol. 1
- 1973 : Que solo estoy
- 1975 : Aznavour Español
- 1978 : Los exitos de Charles Aznavour
- 1981 : Aznavour en español (Selección)
- 1981 : Aznavour en Español, vol. 2
- 1982 : Oro
- 1984 : En español
- 1990 : Sus canciones
- 1990 : Sus canciones, vol. 2
- 1990 : Isabel
- 1992 : 20 grandes éxitos en español
- 1995 : Grandes éxitos
- 2001 : Los grandes éxitos
- 2002 : Sus mas grandes éxitos
- 2003 : 40 grandes éxitos en español
- 2005 : Platinum Collection
- 2005 : Lo mejor de Charles Aznavour
- 2007 : Grandes éxitos y grandes éxitos en Español
- 2014 : Aznavour Sings in Spanish - Best Of

## Discographie en italien

### Albums

#### Albums studio
- 1963 : Aznavour Italiano Volume 1
- 1963 : Aznavour Italiano Volume 2
- 1970 : ... e fu subito Aznavour
- 1971 : Quando la canzone è arte / Buon anniversario
- 1972 : Canto l'amore perchè credo che tutto derivi da esso
- 1973 : Il bosco e la riva
- 1975 : Del mio amare te
- 1977 : Charles Aznavour (Compagno)
- 1978 : Un Natale un po' speciale[12]
- 1979 : Ave Maria
- 1981 : Essere
- 1983 : La prima danza
- 1986 : Canzoni da leggere e da cantare
- 1988 : Momenti sì, momenti no

#### Compilations
- 1967 : Aznavour Italiano Volume 1
- 1970 : Charles Aznavour e le sue canzoni
- 1972 : Charles Aznavour canta italiano
- 1984 : Charles Aznavour
- 1988 : Aznavour italiano - Com'è triste Venezia
- 1988 : Aznavour italiano - L'istrione
- 1988 : Aznavour italiano – La Mamma
- 1993 : Il meglio del meglio
- 1994 : Dedicato all'amore...
- 1995 : I classici di Charles Aznavour
- 2004 : Platinum Collection
- 2014 : L'Istrione - The Very Best Of

## Discographie en allemand

### Albums

#### Albums studio
- 1964 : Von Mensch zu Mensch
- 1967 : König des Chansons
- 1978 : Vor dem Winter
- 1980 : Melodie des Lebens
- 1995 : Du und ich

#### Compilations
- 1962 : Charles Aznavour
- 1967 : Die Geliebte Stimme
- 1968 : Charles Le Grand
- 1973 : Portrait eines Stars
- 1974 : Singt Deutsch
- 1974 : Singt Deutsch (2)
- 1982 : Du läßt dich geh'n
- 2001 : Best of
- 2004 : Das Beste auf Deutsch
- 2014 : Das Beste

## Classements
Ne sont présentés ici que les disques ayant été classés ou ayant reçu un disque de certification.

### Albums

#### Albums studio en français
| Année | Album                                                    | Classements | Classements | Classements | Classements | Classements | Classements | Classements | Classements | Classements | Classements | Classements | Classements | Classements | Classements | Classements | Classements | Certifications              |
| Année | Album                                                    | FRA         | BE/W        | BE/F        | SUI         | CAN         | R-U         | ITA         | ESP         | PT          | P-B         | ALL         | AUT         | DAN         | SUE         | AUS         | N-Z         | Certifications              |
| ----- | -------------------------------------------------------- | ----------- | ----------- | ----------- | ----------- | ----------- | ----------- | ----------- | ----------- | ----------- | ----------- | ----------- | ----------- | ----------- | ----------- | ----------- | ----------- | --------------------------- |
| 1980  | Autobiographie                                           |             |             |             |             | -           | -           | -           | -           |             | -           | -           | -           |             | -           | -           | -           | : Or                        |
| 1986  | Embrasse-moi                                             | 12          |             |             | -           | -           | -           | -           | -           |             | -           | -           | -           |             | -           | -           | -           | : Or                        |
| 1987  | Aznavour                                                 | 15          |             |             | -           | -           | -           | -           | -           |             | -           | -           | -           |             | -           | -           | -           | : Or                        |
| 1991  | Aznavour 92                                              | 48          |             |             | -           | -           | -           | -           | -           |             | -           | -           | -           |             | -           | -           | -           |                             |
| 1994  | Toi et moi                                               | 34          |             |             | -           | -           | -           | -           | -           |             | -           | -           | -           |             | -           | -           | -           | : Or                        |
| 1997  | Plus bleu...                                             | 12          | 12          | -           | -           | -           | -           | -           | -           |             | -           | -           | -           |             | -           | -           | -           | : 2x Or                     |
| 1998  | Jazznavour                                               | 26          | 47          | -           | -           | -           | -           | -           | -           |             | -           | -           | -           |             | -           | -           | -           | : Or                        |
| 2000  | Aznavour 2000                                            | 9           | 7           | -           | 98          | -           | -           | -           | -           |             | -           | -           | -           |             | -           | -           | -           | : 2x Or                     |
| 2003  | Je voyage                                                | 6           | 4           | -           | 80          | -           | -           | -           | -           | -           | -           | -           | -           | -           | -           | -           | -           | : 2x Or                     |
| 2005  | Insolitement vôtre                                       | 16          | 15          | -           | -           | -           | -           | -           | -           | -           | -           | -           | -           | -           | -           | -           | -           |                             |
| 2007  | Colore ma vie                                            | 9           | 12          | -           | 50          | -           | -           | -           | -           | -           | -           | -           | -           | -           | -           | -           | -           | : Or                        |
| 2008  | Duos                                                     | 3           | 2           | 68          | 53          | 23          | -           | 53          | 24          | 15          | 82          | 73          | 42          | -           | -           | -           | -           | : 2x Platine : Or : Platine |
| 2009  | Charles Aznavour and The Clayton Hamilton Jazz Orchestra | 16          | 34          | -           | 89          | -           | -           | -           | -           | -           | -           | -           | -           | -           | -           | -           | -           | : Or                        |
| 2011  | Toujours                                                 | 4           | 4           | 44          | 51          | -           | -           | -           | -           | -           | -           | -           | -           | -           | -           | -           | -           | : Or                        |
| 2015  | Encores                                                  | 8           | 6           | 72          | 37          | -           | -           | -           | 63          | -           | 89          | -           | -           | -           | -           | -           | -           |                             |

#### Albums studio en d'autres langues
| Année | Album                                               | Classements | Classements | Classements | Classements | Classements | Classements | Classements | Classements | Classements | Classements | Classements | Classements | Classements | Classements | Classements | Classements | Certifications |
| Année | Album                                               | FRA         | BE/W        | BE/F        | SUI         | CAN         | R-U         | ITA         | ESP         | PT          | P-B         | ALL         | AUT         | DAN         | SUE         | AUS         | N-Z         | Certifications |
| ----- | --------------------------------------------------- | ----------- | ----------- | ----------- | ----------- | ----------- | ----------- | ----------- | ----------- | ----------- | ----------- | ----------- | ----------- | ----------- | ----------- | ----------- | ----------- | -------------- |
| 1964  | Von Mensch zu Mensch                                |             |             |             |             | -           | -           |             |             |             |             | 12          |             |             |             |             |             |                |
| 1967  | König des Chansons                                  |             |             |             |             | -           | -           |             |             |             |             | 39          |             |             |             |             |             |                |
| 1970  | ... e fu subito Aznavour                            |             |             |             |             | -           | -           | 3           | -           |             | -           | -           |             |             |             | -           | -           |                |
| 1971  | Buon anniversario                                   |             |             |             |             | -           | -           | 6           | -           |             | -           | -           |             |             |             | -           | -           |                |
| 1971  | Canto l'amore perché credo che tutto derivi da esso |             |             |             |             | -           | -           | 12          | -           |             | -           | -           |             |             |             | -           | -           |                |
| 1973  | Il bosco e la riva                                  |             |             |             |             | -           | -           | 25          | -           |             | -           | -           |             |             |             | -           | -           |                |
| 1974  | Aznavour Sings Vol 3                                |             |             |             |             | -           | 23          | -           | -           |             | -           | -           | -           |             |             | -           | -           | : Argent       |
| 1974  | A Tapestry of Dreams                                |             |             |             |             | -           | 9           | -           | -           |             | 10          | -           | -           |             |             | -           | -           | : Or           |
| 1975  | Del mio amare te                                    |             |             |             |             | -           | -           | 25          | -           |             | -           | -           | -           |             | -           | -           | -           |                |

#### Albums Live
| Année | Album                                                             | Classements | Classements | Classements | Classements | Classements | Classements | Classements | Classements | Classements | Classements | Classements | Classements | Classements | Classements | Classements | Classements | Certifications |
| Année | Album                                                             | FRA         | BE/W        | BE/F        | SUI         | CAN         | R-U         | ITA         | ESP         | PT          | P-B         | ALL         | AUT         | DAN         | SUE         | AUS         | N-Z         | Certifications |
| ----- | ----------------------------------------------------------------- | ----------- | ----------- | ----------- | ----------- | ----------- | ----------- | ----------- | ----------- | ----------- | ----------- | ----------- | ----------- | ----------- | ----------- | ----------- | ----------- | -------------- |
| 1995  | Palais des congrès 1994                                           | 8           | 25          | -           | -           | -           | -           | -           | -           |             | -           | -           | -           |             | -           | -           | -           | : 2x Or        |
| 1995  | Christmas in Vienna III (avec Plácido Domingo et Sissel Kyrkjebø) | 36          | 25          | 39          | -           | -           | -           | -           | -           |             | 72          | 50          | -           |             | 14          | -           | -           | : Or           |
| 1999  | Live Palais des congrès                                           | 43          | -           | -           | -           | -           | -           | -           | -           |             | -           | -           | -           |             | -           | -           | -           |                |
| 2001  | Palais des congrès 2000                                           | 9           | -           | -           | -           | -           | -           | -           | -           | -           | -           | -           | -           |             | -           | -           | -           |                |
| 2004  | Bon anniversaire Charles !                                        | 57          | 56          | -           | -           | -           | -           | -           | -           | -           | -           | -           | -           | -           | -           | -           | -           |                |
| 2005  | Concert intégral                                                  | 64          | -           | -           | -           | -           | -           | -           | -           | -           | -           | -           | -           | -           | -           | -           | -           |                |
| 2008  | A l'Opéra Garnier                                                 | 95          | 58          | -           | -           | -           | -           | -           | -           | -           | -           | -           | -           | -           | -           | -           | -           |                |
| 2015  | Live Palais des sports                                            | 181         | 89          | -           | -           | -           | -           | -           | -           | -           | -           | -           | -           | -           | -           | -           | -           |                |

#### Compilations
| Année | Album                          | Classements | Classements | Classements | Classements | Classements | Classements | Classements | Classements | Classements | Classements | Classements | Classements | Classements | Classements | Classements | Classements | Certifications           |
| Année | Album                          | FRA         | BE/W        | BE/F        | SUI         | CAN         | R-U         | ITA         | ESP         | PT          | P-B         | ALL         | AUT         | DAN         | SUE         | AUS         | N-Z         | Certifications           |
| ----- | ------------------------------ | ----------- | ----------- | ----------- | ----------- | ----------- | ----------- | ----------- | ----------- | ----------- | ----------- | ----------- | ----------- | ----------- | ----------- | ----------- | ----------- | ------------------------ |
| 1976  | Les grands succès              |             |             |             |             | -           | -           | -           | -           |             | 5           | -           | -           |             | -           | -           | -           |                          |
| 1977  | The Best of Charles Aznavour   |             |             |             |             | -           | -           | -           | -           |             | -           | -           | -           |             | -           | -           | 14          |                          |
| 1980  | For me... Formidable           |             |             |             |             | -           | -           | -           | -           |             | 23          | -           | -           |             | -           | -           | -           |                          |
| 1980  | Zijn grootste successen        |             |             |             |             | -           | -           | -           | -           |             | 97          | -           | -           |             | -           | -           | -           |                          |
| 1980  | His Greatest Love Songs        |             |             |             |             | -           | 73          | -           | -           |             | -           | -           | -           |             | -           | -           | -           |                          |
| 1987  | 20 chansons d'or               | 6           |             |             | 70          | 50          | -           | -           | -           |             | -           | -           | -           |             | -           | -           | -           | : 2x Platine : Or : Or   |
| 1987  | Les grandes chansons (vol. 1)  | 7           |             |             | -           | -           | -           | -           | -           |             | -           | -           | -           |             | -           | -           | -           | : Or                     |
| 1990  | Charles Aznavour & Edith Piaf  | -           |             |             | -           | -           | -           | -           | -           |             | -           | -           | -           |             | -           | 44          | -           |                          |
| 1990  | Aznavour                       | -           |             |             | -           | -           | -           | -           | -           |             | 55          | -           | -           |             | -           | -           | -           |                          |
| 1995  | Grandes exitos                 | -           | -           | -           | -           | -           | -           | -           | -           |             | -           | -           | -           |             | -           | -           | -           | : Or                     |
| 1996  | 40 chansons d'or               | 2           | 2           | -           | 33          | 94          | -           | -           | -           |             | -           | -           | -           |             | -           | -           | -           | : Platine : Or : Platine |
| 1996  | She – The Best of              | -           | -           | -           | -           | -           | 92          | -           | -           |             | 80          | -           | -           |             | -           | -           | -           | : Argent                 |
| 1996  | Greatest Hits and more         | 2           | 2           | -           | -           | -           | -           | -           | -           |             | 33          | -           | -           |             | -           | -           | -           |                          |
| 2000  | Greatest Hits                  | -           | -           | -           | -           | -           | -           | -           | -           | 11          | 36          | -           | -           |             | -           | -           | -           | : Or                     |
| 2002  | Het beste vant                 | -           | -           | -           | -           | -           | -           | -           | -           | -           | 10          | -           | -           | -           | -           | -           | -           | : Or                     |
| 2002  | Ses grands succès              | -           | -           | -           | -           | -           | -           | -           | -           | -           | -           | -           | -           | -           | -           | -           | -           | : Platine                |
| 2004  | Platinum Collection            | 2           | 11          | -           | -           | -           | -           | 26          | -           | -           | -           | -           | -           | 4           | -           | -           | -           | : Or                     |
| 2004  | Indispensables                 | 18          | -           | -           | -           | -           | -           | -           | -           | -           | -           | -           | -           | -           | -           | -           | -           |                          |
| 2006  | Hier encore...                 | 13          | 30          | -           | -           | 46          | -           | -           | -           | -           | -           | -           | -           | -           | -           | -           | -           |                          |
| 2010  | Het allerbeste van             | -           | -           | 16          | -           | -           | -           | -           | -           | -           | 3           | -           | -           | -           | -           | -           | -           |                          |
| 2013  | Les 100 plus belles chansons   | -           | 72          | -           | -           | -           | -           | -           | -           | -           | -           | -           | -           | -           | -           | -           | -           |                          |
| 2014  | 90e anniversaire               | 9           | 8           | 98          | -           | -           | -           | -           | -           | -           | -           | -           | -           | -           | -           | -           | -           |                          |
| 2014  | Formidable - Das beste         | -           | -           | -           | -           | -           | -           | -           | -           | -           | -           | 50          | 43          | -           | -           | -           | -           |                          |
| 2016  | Collected                      | -           | 12          | 6           | -           | -           | -           | -           | -           | -           | -           | 39          | -           | -           | -           | -           | -           |                          |
| 2018  | Ses plus belles chansons       | -           | -           | -           | -           | -           | -           | -           | -           | -           | -           | -           | -           | -           | -           | -           | -           | : Or                     |
| 2018  | Les 50 plus belles chansons    | -           | 45          | 65          | 34          | -           | -           | -           | -           | -           | -           | -           | -           | -           | -           | -           | -           |                          |
| 2018  | L'istrione                     | -           | -           | -           | -           | -           | -           | 72          | -           | -           | -           | -           | -           | -           | -           | -           | -           |                          |
| 2018  | Mes meilleures chansons        | -           | -           | -           | -           | -           | -           | -           | 67          | -           | -           | -           | -           | -           | -           | -           | -           |                          |
| 2019  | L'album de sa vie - 100 titres | 46          | 49          | -           | -           | -           | -           | -           | -           | -           | -           | -           | -           | -           | -           | -           | -           | : Or                     |
| 2023  | Hier encore - Paris            | 65          | -           | -           | -           | -           | -           | -           | -           | -           | -           | -           | -           | -           | -           | -           | -           |                          |
| 2024  | 100 ans, 100 chansons          | 27          | -           | -           | -           | -           | -           | -           | -           | -           | -           | -           | -           | -           | -           | -           | -           |                          |

### Singles

#### Années 1950
| Année | Single                         | Classements | Classements | Classements | Classements | Classements | Classements | Classements | Classements | Classements | Classements | Classements | Classements | Classements | Classements | Classements | Classements |
| Année | Single                         | FRA         | BE/W        | BE/F        | SUI         | UK          | IR          | ITA         | ESP         | P-B         | ALL         | AUT         | ARG         | TUR         | ISR         | JAP         | AUS         |
| ----- | ------------------------------ | ----------- | ----------- | ----------- | ----------- | ----------- | ----------- | ----------- | ----------- | ----------- | ----------- | ----------- | ----------- | ----------- | ----------- | ----------- | ----------- |
| 1955  | Sur ma vie                     |             | 20          | -           |             | -           |             |             |             |             | -           | -           |             |             |             |             | -           |
| 1955  | Viens au creux de mon épaule   |             | -           | -           |             | -           |             |             |             |             | -           | -           |             |             |             |             | -           |
| 1956  | Je veux te dire adieu          |             | -           | -           |             | -           |             |             |             |             | -           | -           |             |             |             |             | -           |
| 1956  | Vivre avec toi                 |             | 23          | -           |             | -           |             |             |             |             | -           | -           |             |             |             |             | -           |
| 1957  | Sa jeunesse... entre ses mains |             | -           | -           |             | -           |             |             |             |             | -           | -           |             |             |             |             | -           |
| 1957  | Ay! Mourir pour toi            |             | -           | -           |             | -           |             |             |             |             | -           | -           |             |             |             |             | -           |
| 1957  | La ville                       |             | (26)        | -           |             | -           |             |             |             |             | -           | -           |             |             |             |             | -           |

Les cases colorées signifient que le classement n'est pas celui de Charles Aznavour mais de la chanson elle-même, tous interprètes confondus.
À cette époque, les chanteurs sortaient souvent leur propre version du dernier titre à la mode. Les classements étaient alors ceux de la chanson, et non de l'interprète. Le détail des différents interprètes est indiqué en note, à côté de chaque titre.

 Les cases orangées signifient que la version de Charles Aznavour était celle ayant rencontré le plus de succès.

 Les cases vertes signifient que la version de Charles Aznavour n'était pas le succès principal.

#### Années 1960
| Année | Single                              | Classements | Classements | Classements | Classements | Classements | Classements | Classements | Classements | Classements | Classements | Classements | Classements | Classements | Classements | Classements | Classements | Ventes  |
| Année | Single                              | FRA         | BE/W        | BE/F        | SUI         | UK          | IR          | ITA         | ESP         | P-B         | ALL         | AUT         | ARG         | TUR         | ISR         | JAP         | AUS         | Ventes  |
| ----- | ----------------------------------- | ----------- | ----------- | ----------- | ----------- | ----------- | ----------- | ----------- | ----------- | ----------- | ----------- | ----------- | ----------- | ----------- | ----------- | ----------- | ----------- | ------- |
| 1960  | Tu t'laisses aller                  | 2           | 3           | -           | -           | -           | -           | -           | -           | -           | 14          | 13          |             |             |             |             | -           |         |
| 1960  | Les deux guitares                   | 2           | 42          | -           | -           | -           | -           | -           | -           | -           | -           | -           |             |             |             |             | -           |         |
| 1960  | L'amour et la guerre                | 5           | -           | -           | -           | -           | -           | 13          | -           | -           | -           | -           |             |             |             |             | -           |         |
| 1961  | Je m'voyais déjà                    | 2           | 4           | -           | -           | -           | -           | -           | -           | -           | -           | -           | -           |             | -           |             | -           |         |
| 1961  | Il faut savoir                      | 1           | 3           | -           | -           | -           | -           | 8           | -           | -           | -           | -           | -           |             | 8           |             | -           |         |
| 1961  | J'ai tort Esperanza                 | 9           | 14          | -           | -           | -           | -           | -           | -           | -           | -           | -           | -           |             | -           | -           | -           | 75 000  |
| 1961  | J'ai tort Esperanza                 | 9           | (3)         | -           | -           | -           | -           | -           | -           | -           | -           | -           | -           |             | -           | -           | -           | 75 000  |
| 1962  | Alléluia                            | 5           | 10          | -           | -           | -           | -           | -           | -           | -           | -           | -           | -           |             | -           | -           | -           | 150 000 |
| 1962  | Les Comédiens                       | 2           | 13          | -           | -           | -           | -           | -           | -           | -           | -           | -           | -           |             | -           | -           | -           | 200 000 |
| 1963  | Je t'attends                        | 16          | 33          | -           | -           | -           | -           | -           | -           | -           | -           | -           | -           |             | -           | -           | -           | 50 000  |
| 1963  | For me formidable                   | 15          | 20          | -           | -           | -           | -           | -           | -           | -           | -           | -           | -           |             | -           | -           | -           | 50 000  |
| 1963  | Trop tard                           | 7           | 21          | -           | -           | -           | -           | -           | -           | -           | -           | -           | -           |             | -           | -           | -           | 100 000 |
| 1963  | La Mamma                            | 1           | 2           | 15          | -           | -           | -           | 11          | 1           | -           | -           | 15          | -           | -           | -           | -           | -           | 500 000 |
| 1964  | Et pourtant                         | 3           | 7           | -           | -           | -           | -           | -           | 5           | -           | -           | -           | -           | -           | -           | -           | -           | 250 000 |
| 1964  | Que c'est triste Venise Hier encore | 1           | 2           | 7           | -           | -           | -           | -           | 1           | -           | -           | -           | 1           | -           | -           | -           | -           | 250 000 |
| 1964  | Que c'est triste Venise Hier encore | 1           | 2           | 9           | -           | -           | -           | -           | -           | 2           | -           | -           | -           | 18          | -           | -           | -           | 250 000 |
| 1964  | Le temps Avec                       | 6           | 45          | -           | -           | -           | -           | -           | -           | -           | -           | -           | -           | -           | -           | -           | -           | 100 000 |
| 1964  | Le temps Avec                       | 6           | 45          | -           | -           | -           | -           | -           | -           | -           | -           | -           | 1           | -           | -           | -           | -           | 100 000 |
| 1965  | Le toréador                         | 8           | 20          | -           | -           | -           | -           | -           | -           | -           | -           | -           | -           | -           | -           | -           | -           | 100 000 |
| 1965  | Isabelle                            | 9           | 49          | -           | -           | -           | -           | -           | 15          | -           | -           | -           | -           | 10          | -           | 60          | -           | 75 000  |
| 1965  | La Bohème                           | 3           | 9           | 18          | -           | -           | -           | -           | -           | -           | -           | -           | (2)         | 1           | -           | -           | -           | 200 000 |
| 1966  | Paris au mois d'août                | 11          | 43          | -           | -           | -           | -           | -           | -           | -           | -           | -           | -           | -           | -           | -           | -           | 50 000  |
| 1966  | Et moi dans mon coin                | -           | 46          | -           | -           | -           | -           | 18          | -           | -           | -           | -           | -           | -           | -           | -           | -           | 50 000  |
| 1966  | Les enfants de la guerre            | -           | 43          | -           | -           | -           | -           | -           | -           | -           | -           | -           | -           | 18          | -           | -           | -           | 50 000  |
| 1967  | Il te faudra bien revenir           | -           | 45          | -           | -           | -           | -           | -           | -           | -           | -           | -           | -           | -           | -           | -           | -           | 50 000  |
| 1967  | Yerushalaïm Eteins la lumière       | 19          | 34          | -           | -           | -           | -           | -           | -           | -           | -           | -           | -           | -           | -           | -           | -           | 50 000  |
| 1967  | Yerushalaïm Eteins la lumière       | 19          | 34          | -           | -           | -           | -           | -           | -           | -           | -           | -           | 5           | -           | -           | -           | -           | 50 000  |
| 1968  | Emmenez-moi                         | 17          | 22          | -           | -           | -           | -           | -           | -           | -           | -           | -           | -           | -           | -           | -           | -           | 50 000  |
| 1968  | Le cabotin                          | -           | 36          | -           | -           | -           | -           | -           | -           | -           | -           | -           | -           | -           | -           | -           | -           |         |
| 1969  | Désormais                           | 8           | 13          | -           | -           | -           | -           | 20          | -           | -           | -           | -           | -           | -           | -           | -           | -           | 100 000 |
| 1969  | Non identifié                       | 19          | 43          | -           | -           | -           | -           | -           | -           | -           | -           | -           | -           | -           | -           | -           | -           | 50 000  |

Les cases colorées signifient que le classement n'est pas celui de Charles Aznavour mais de la chanson elle-même, tous interprètes confondus.
À cette époque, les chanteurs sortaient souvent leur propre version du dernier titre à la mode. Les classements étaient alors ceux de la chanson, et non de l'interprète. Le détail des différents interprètes est indiqué en note, à côté de chaque titre.

 Les cases orangées signifient que la version de Charles Aznavour était celle ayant rencontré le plus de succès.

 Les cases vertes signifient que la version de Charles Aznavour n'était pas le succès principal.

#### Années 1970
| Année | Single                                 | Classements | Classements | Classements | Classements | Classements | Classements | Classements | Classements | Classements | Classements | Classements | Classements | Classements | Classements | Classements | Classements | Ventes  |
| Année | Single                                 | FRA         | BE/W        | BE/F        | SUI         | UK          | IR          | ITA         | ESP         | P-B         | ALL         | AUT         | ARG         | TUR         | ISR         | JAP         | AUS         | Ventes  |
| ----- | -------------------------------------- | ----------- | ----------- | ----------- | ----------- | ----------- | ----------- | ----------- | ----------- | ----------- | ----------- | ----------- | ----------- | ----------- | ----------- | ----------- | ----------- | ------- |
| 1970  | Les jours heureux                      | -           | 40          | -           | -           | -           | -           | -           | -           | -           | -           | -           | -           | -           | -           | -           | -           | 60 000  |
| 1971  | Mourir d'aimer Non je n'ai rien oublié | 7           | 12          | -           | -           | -           | -           | 7           | -           | -           | -           | -           | -           | 35          | -           | -           | -           | 200 000 |
| 1971  | Mourir d'aimer Non je n'ai rien oublié | 7           | 12          | -           | -           | -           | -           | 25          | -           | -           | -           | -           | -           | -           | -           | -           | -           | 200 000 |
| 1971  | Buon anniversario                      | -           | -           | -           | -           | -           | -           | 16          | -           | -           | -           | -           | -           | -           | -           | -           | -           |         |
| 1972  | Les plaisirs démodés                   | 3           | 3           | 18          | -           | 38          | -           | 12          | -           | 5           | -           | -           | 5           | -           | -           | -           | 24          | 300 000 |
| 1972  | Comme ils disent                       | 9           | 14          | -           | -           | -           | -           | -           | -           | -           | -           | -           | -           | -           | -           | -           | -           | 150 000 |
| 1973  | Nous irons à Vérone                    | 8           | 7           | -           | -           | -           | -           | -           | -           | -           | -           | -           | -           | -           | -           | -           | -           | 200 000 |
| 1973  | On n'a plus quinze ans                 | -           | 37          | -           | -           | -           | -           | -           | -           | -           | -           | -           | -           | -           | -           | -           | -           |         |
| 1974  | She                                    | 46          | 14          | 12          | -           | 1           | 1           | -           | -           | 24          | 33          | 19          | -           | 45          | 6           | -           | 32          | 250 000 |
| 1974  | La Baraka                              | -           | 12          | -           | -           | -           | -           | -           | -           | -           | -           | -           | -           | 45          | -           | -           | -           | 75 000  |
| 1974  | Un enfant de toi pour Noël             | -           | 33          | -           | -           | -           | -           | -           | -           | -           | -           | -           | -           | -           | -           | -           | -           | 75 000  |
| 1975  | Ils sont tombés                        | 16          | 22          | -           | -           | -           | -           | -           | -           | -           | -           | -           | -           | -           | -           | -           | -           | 100 000 |
| 1976  | Mes emmerdes                           | -           | 4           | -           | -           | -           | -           | -           | -           | 25          | -           | -           | -           | -           | -           | -           | -           |         |
| 1977  | Voilà que tu reviens                   | -           | 49          | -           | -           | -           | -           | -           | -           | -           | -           | -           | -           | -           | -           | -           | -           |         |
| 1977  | Camarade                               | 15          | 21          | -           | -           | -           | -           | -           | -           | -           | -           | -           | -           | -           | -           | -           | -           | 150 000 |

#### À partir des années 1980
| Année | Single                                | Classements | Classements | Classements | Classements | Classements | Classements | Classements | Classements | Classements | Classements | Classements | Classements | Classements | Classements | Classements | Classements | Ventes |
| Année | Single                                | FRA         | BE/W        | BE/F        | SUI         | UK          | IR          | ITA         | ESP         | P-B         | ALL         | AUT         | ARG         | TUR         | ISR         | JAP         | AUS         | Ventes |
| ----- | ------------------------------------- | ----------- | ----------- | ----------- | ----------- | ----------- | ----------- | ----------- | ----------- | ----------- | ----------- | ----------- | ----------- | ----------- | ----------- | ----------- | ----------- | ------ |
| 1992  | La Belle et la Bête (avec Liane Foly) | 50          | -           | -           | -           | -           | -           | -           | -           | -           | -           | -           | -           | -           | -           | -           | -           |        |
| 2003  | L'Hymne à l'amour (avec Maurane)      | 50          | -           | -           | -           | -           | -           | -           | -           | -           | -           | -           | -           | -           | -           | -           | -           |        |
| 2012  | La Bohème (avec Josh Groban)          | 171         | -           | -           | -           | -           | -           | -           | -           | -           | -           | -           | -           | -           | -           | -           | -           |        |

## Vidéographie
- 1977 : Großer Unterhaltungsabend – Charles Aznavour
- 1982 : An Evening with Charles Aznavour
- 1999 : Live - Palais des congrès 97/98
- 2000 : Aznavour – Minelli au Palais des congrès
- 2001 : Olympia 68/72/78/80
- 2001 : Au Carnegie Hall
- 2003 : Palais des congrès 1994
- 2004 : Toronto 1980
- 2004 : Bon anniversaire Charles – Palais des congrès 2004
- 2004 : 80, Bon Anniversaire Charles
- 2005 : Aznavour 2000 – Concert intégral
- 2007 : Aznavour et ses amis à Erevan
- 2007 : Palais des congrès de Paris (1987)
- 2008 : Aznavour et ses amis à l'Opéra Garnier
- 2009 : Anthologie, vol. 1 – 1955-1972
- 2010 : Anthologie, vol. 2 – 1973-1999
- 2015 : Live - Palais des sports 2015

### Discographie complète et catalogues
- Ressources relatives à la musique (pour Charles Aznavour) :   - AllMusic
  - Bait La Zemer Ha-Ivri
  - Billboard
  - Carnegie Hall
  - Discografia Nazionale della Canzone Italiana
  - Discography of American Historical Recordings
  - Discogs
  - Grove Music Online
  - Last.fm
  - Munzinger Pop
  - MusicBrainz
  - Muziekweb
  - Shironet
  - Songkick
  - Songwriters Hall of Fame
  - Taratata
- Notices d'autorité (pour Charles Aznavour) :   - VIAF
  - ISNI
  - BnF (données)
  - IdRef
  - LCCN
  - GND
  - Italie
  - Japon
  - CiNii
  - Espagne
  - Pays-Bas
  - Pologne
  - Israël
  - NUKAT
  - Australie
  - Norvège
  - Croatie
  - Tchéquie
- Discographie française sur le site www.goplanete.com.
- Catalogue international de tous les enregistrements disponibles sur le site www.goplanete.com.